# Amegilla kuleni
Amegilla kuleni là một loài Hymenoptera trong họ Apidae. Loài này được Eardley mô tả khoa học năm 1994.